# Cyrtandropsis acutiserrata
Cyrtandropsis acutiserrata är en tvåhjärtbladig växtart som beskrevs av Rudolf Schlechter. Cyrtandropsis acutiserrata ingår i släktet Cyrtandropsis och familjen Gesneriaceae. Inga underarter finns listade i Catalogue of Life.